# Anatella turi
Anatella turi är en tvåvingeart som beskrevs av Dziedzicki 1923. Anatella turi ingår i släktet Anatella och familjen svampmyggor. Arten är reproducerande i Sverige. Inga underarter finns listade i Catalogue of Life.